# Massimo Luongo
Massimo Corey Luongo, född 25 september 1992, är en australisk fotbollsspelare som spelar för Ipswich Town.

## Klubbkarriär
Den 8 augusti 2019 värvades Luongo av Sheffield Wednesday.
Den 8 september 2022 skrev Luongo på ett korttidskontrakt med Middlesbrough fram till januari 2023. Den 5 januari 2023 kom Luongo överens med Middlesbrough om att bryta kontraktet då han inte fått någon speltid. Samma dag som Luongo släpptes av Middlesbrough så skrev han på ett halvårskontrakt med League One-klubben Ipswich Town. Luongo hade över tio år tidigare varit i klubben på lån. I januari 2024 förlängde han sitt kontrakt i klubben fram till sommaren 2025.

## Landslagskarriär
I maj 2018 blev Luongo uttagen i Australiens trupp till fotbolls-VM 2018.